# 가메지마촌
가메지마촌(亀島村)은 오카야마현 아사쿠치군에 설치되었던 촌이다. 현재의 구라시키시의 일부에 해당한다.

## 역사
- 1889년 6월 1일 - 정촌제 시행에 의해 아사쿠치군 가메지마촌이 성립하였다.
- 1903년 1월 1일 - 니시노우라촌, 가메지마촌과 합병해 새로운 쓰라지마촌이 성립하여 동촌은 오아자가 되었다.

## 참고문헌
- 巌津政右衛門『岡山地名事典』（1974年）日本文教出版社
- 岡山県大百科事典編集委員会『岡山地名事典』（1979年）山陽新聞社
- 渡辺光・中野尊正・山口恵一郎・式正英『日本地名大辞典2 中国・四国』（1968年）朝倉書店
- 下中直也『日本地名大系第三四巻 岡山県の地名』（1988年）平凡社
- 黒田茂夫『県別マップル33 岡山県広域・詳細道路地図』（2010年）昭文社